# Krylatskoje (stanice metra v Moskvě)

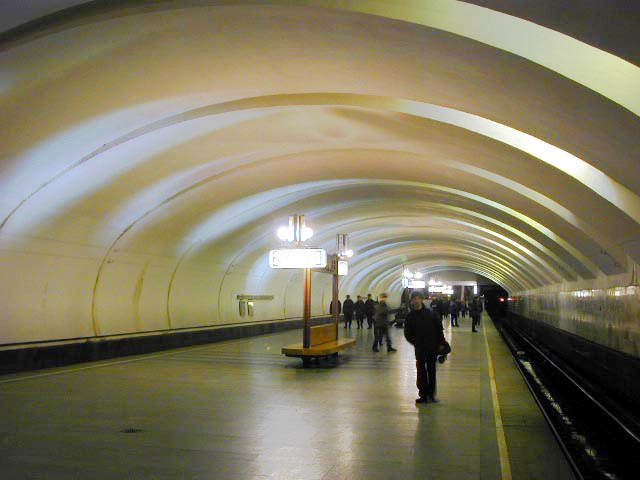
Nástupiště stanice

Krylatskoje (rusky Крылатское) je stanice moskevského metra, byla do 7. ledna 2008 západní konečná Filjovské linky  , později pak průjezdná stanice Arbatsko-Pokrovské linky.

## Charakter stanice

### Konstrukce
Krylatskoje se řadí mezi podzemní, hloubené, mělce založené stanice s ostrovním nástupištěm, jednolodní konstrukce. Nachází se 9,5 m pod zemským povrchem a otevřena byla 31. prosince 1989 jako součást prodloužení Filjovské linky o jednu stanici směrem na severozápad města. Krylatskoje má dva výstupy, které vedou z nástupiště do podpovrchových vestibulů, umístěných pod širokou třídou na stejnojmenném sídlišti.

### Provoz
Na rozdíl od ostatních konečných stanic, kde se kolejový přejezd nachází až za nástupištěm, v Krylatskoje je tomu naopak. Cestující tak musí vystupovat i nastupovat na stejné koleji; druhá kolej je tudíž nevyužitá. Po dokončení úseku budovaného dále na sever (tento traťový úsek je již řadu let rozestavěný avšak nepracuje se na něm) získá Krylatskoje charakter obyčejné stanice; procházet zde má Arbatsko-Pokrovská linka, Filjovská tu bude ale stále končit.

### Prostory nástupiště
V prostoru nástupiště tvoří obklad spodní části stěn bílý mramor, horní část pak je bíle omítnutá a plynule přechází v oblouk lodi (pouze ale u jedné koleje, u druhé omítnutá stěna pokračuje až přímo ke kolejnicím). Oblouk je z jedné strany upraven tak, že vznikl prostor pro 25 lamp, které ji nasvěcují. Další osvětlení pak zajišťují lampy umístěné přímo na sloupech vycházejících z podlahy nástupiště.